# Oreoicidae
Famille
Les Oreoicidae sont une famille de passereaux nouvellement créée.

## Taxinomie
L'étude phylogénique de Schodde & Christidis (2014) montre que les trois espèces Aleadryas rufinucha, Ornorectes cristatus et Oreoica gutturalis forment un clade monophylétique distinct qui est un parent éloigné des autres familles de corvoïdes.

### Liste des espèces
D'après la classification de référence (version 5.2, 2015) du Congrès ornithologique international (ordre phylogénique) :
- Aleadryas rufinucha – Siffleur à nuque rousse
- Ornorectes cristatus – Pitohui huppé
- Oreoica gutturalis – Carillonneur huppé